# Diecezja Texcoco
Diecezja Texcoco – diecezja Kościoła rzymskokatolickiego w Meksyku, sufragania archidiecezji Tlalnepantla. 

## Historia
Diecezja Texcoco została erygowana 30 kwietnia 1960 roku. Diecezja powstała poprzez wyłączenie z terytorium archidiecezji meksykańskiej. Jest sufraganią archidiecezji Tlalnepantla.
Przekształcenia terytorialne:
- 13 stycznia 1964: wydzielenie diecezji Tlalnepantla;
- 5 lutego 1979: wydzielenie diecezji Cuautitlán;
- 5 lutego 1979: wydzielenie diecezji Netzahualcóyotl;
- 28 czerwca 1995: wydzielenie diecezji Ecatepec;
- 3 grudnia 2008: wydzielenie diecezji Teotihuacan

## Biskupi Texcoco
- Francisco Ferreira Arreola - (1 sierpnia 1960 - 13 grudnia 1977)
- Magín Camerino Torreblanca Reyes - (18 kwietnia 1978 - 28 maja 1997)
- Carlos Aguiar Retes - (28 maja 1997 - 5 lutego 2009)
- Juan Manuel Mancilla Sánchez - (18 czerwca 2009 - nadal)